# Believe (Lenny Kravitz)
Believe is een nummer van de Amerikaanse zanger Lenny Kravitz uit 1993. Het is de tweede single van zijn derde studioalbum Are You Gonna Go My Way. "Believe" is een rockballad die gaat over zelfvertrouwen en vrijheid.
Het nummer haalde werd een bescheiden hitje in Oceanië en een paar Europese landen. In de Amerikaanse Billboard Hot 100 had het nummer niet zoveel succes met een 60e positie. In Nederland werd de 3e positie in de Tipparade gehaald, en in de Vlaamse Radio 2 Top 30 haalde het de 22e positie.